# اتحاد برای نوید
اتحاد برای نوید کارزاری است که پس از اعدام نوید افکاری، کشتی‌گیر و شهروند معترض تأسیس شد. این سازمان متشکل از چند فعال حقوق بشر و همچنین ورزشکار است.

## اهداف
این سازمان پس از اعدام نوید افکاری در ماه سپتامبر ۲۰۲۰ شروع به‌کار کرده‌است. هدف این سازمان ضمن اعتراض به اعدام نوید افکاری این است که با گردهم‌آوردن فعالان حقوق بشر، ورزشکاران، مادران دادخواه، و مخالفان جمهوری اسلامی، فشار بین‌المللی را برروی این نظام بیشتر کند. همچنین در صفحه اول وبگاه این کمپین آمده‌است:
جمهوری اسلامی ایران، روحیه ورزشی را از بین برده‌است، از ورزشکاران سوء استفاده می‌کند و به خاطر طرز فکر افراد بین آنها تبعیض قائل است.

## اعضا
این تشکل، از چندین ورزشکار، فعال حقوق بشر و خانواده‌های کشته شده توسط جمهوری اسلامی تشکیل شده‌است. از جمله افراد مشهور آن می‌توان به شیرین عبادی، مسیح علی‌نژاد، نازنین بنیادی و سردار پاشایی اشاره کرد.

## کنش‌ها
اتجاد برای نوید، در نامه‌ای به توماس باخ، رئیس کمیته بین‌المللی المپیک خواستار حذف جمهوری اسلامی از بازی‌های المپیک ۲۰۲۰ و همچنین تعلیق ورزش آن شده بود. همچنین اعضای این کارزار، در فضای مجازی هشتگ «#United4Navid» خواستار تعلیق و تحریم ورزش جمهوری اسلامی ایران شده بودند.